# يوني موغ 405
يوني موغ 405، هي مركبة من سلسلة يوني موغ التي تنتجها شركة مرسيدس-بنز، وتُصنّع حاليًا من قِبل شركة دايملر تراك القابضة. طور هذا الطراز في تسعينيات القرن العشرين، ودخل مرحلة الإنتاج في عام 2000. كانت شركة دايملر كرايسلر في البداية تنتج طراز يوني موغ في مصنع غاغناو، لكن في عام 2002، نُقلت خطوط الإنتاج إلى مدينة فورث أم راين.
تعد يوني موغ 405 النسخة المخصصة لحمل المعدات من مركبات يوني موغ، وهي الخليفة الرئيسي لمعظم الطرز السابقة. وعلى الرغم من احتفاظها بعدة خصائص تقليدية مميزة لطرازات يوني موغ، إلا أن تصميمها الجديد للمحاور والشاسيه باستخدام أذرع تحكم بدلًا من أنابيب العزم يُمثّل "تحولًا نموذجيًا" في تصميم يوني موغ.
يمكن تصنيف يوني موغ 405 قانونيًا ضمن عدة فئات، منها شاحنة بوزن 7.5 طن (فئة رخصة القيادة C1)، أو شاحنة بوزن 40 طن (فئة C)، أو جرار زراعي (فئة T). ويُنتج هذا الطراز إلى جانب طراز يوني موغ 437.4 الثقيل المخصص للطرق الوعرة، والذي يتمتع بتصميم تقني مختلف.
صنعت يوني موغ 405 في ثلاث فئات رئيسية، هي:
- UGN (من 2000 حتى 2016)
- LUG (من 2007 حتى 2013)
- UGE (منذ 2013 حتى الآن)

وقد أُنتج ما مجموعه 22 طرازًا فرعيًا من يوني موغ 405، منها نوعان فقط (405.210 و405.230) خُصصا حصريًا للسوق الأمريكية الشمالية، وتم بيعهما تحت اسم فرايتلاينر يوني موغ U 500.